# Sommo sacerdote (religione)
Sommo sacerdote è il titolo che comunemente indica il principale esponente del clero di un culto religioso. È dotato di poteri e indicato con altri titoli secondo le norme specifiche di ogni culto. Il ruolo di "sommo sacerdote d'Israele" è particolarmente noto a causa della grande diffusione dell'Antico e del Nuovo Testamento, ma ruoli analoghi si trovano in quasi tutte le religioni organizzate.

## Ebraismo
Il Sommo sacerdote d'Israele è detto in ebraico Kohen Gadol. Nell'ebraismo sono sacerdoti solo i discendenti maschi di Aronne, detti appunto cohen (in ebraico "kohen"), e fra di loro veniva scelto il sommo sacerdote.

## Religione egizia
Nell'Antico Egitto il Faraone era il sommo sacerdote di tutti i culti, ma ogni divinità aveva nel proprio tempio principale un sommo sacerdote, carica che col Nuovo Regno diventò gradualmente ereditaria.

## Religione romana
Nella religione romana la carica religiosa più rappresentativa, anche dal punto di vista civile, era quella di pontifex maximus, titolo che significa appunto sommo sacerdote. La carica fu assunta da Gaio Giulio Cesare, come anche dagli imperatori che regnarono dopo di lui (anche da quelli cristiani), fino al 375, quando Graziano declinò tale onore, ritenendolo incompatibile con la religione cristiana.

## Cristianesimo
Nel Cristianesimo sommo sacerdote, anzi unico vero sacerdote, è solo Gesù Cristo: nella Lettera agli Ebrei si descrive Gesù Cristo come "sommo sacerdote" (5,5-10 e 6,20). Tutti i cristiani battezzati, però, sono compartecipi del ruolo sacerdotale di Gesù. Il papato assunse il titolo pontificale (summus pontifex Ecclesiae Catholicae Romanae), dopo che esso fu abbandonato dagli imperatori romani, per denotare il primato papale.

## Mormonismo
In molte denominazioni dei mormoni, un Sommo sacerdote è un membro del sacerdozio all'interno dell'ordine di Melchisedec. I Sommi sacerdoti sono in genere i più anziani e saggi leader all'interno del sacerdozio. 